# Дисковий равлик Гверена
Дисковий равлик Гверена, дискус Гверена (Discus guerinianus) — вид наземних черевоногих молюсків з родини Discidae.

## Опис
Раковина цих равликів за формою нагадує диск або лінзу з помітним «краєм» по периферії мутовок.

## Поширення
Цей вид є ендеміком острова Мадейра, де він був зареєстрований в потічку Рібейра-де-Санта-Лусія в муніципалітеті Фуншал. Інші дослідження не змогли знайти інших місць для цього виду, незважаючи на інтенсивні зусилля між 1970-ми і 1990-ми роками.

## Охорона
Раритетний вид молюсків, занесений до Червоного списку МСОП (охоронна категорія: вид перебуває в критичному стані). Крім того, Discus guerinianus охороняється в Європі і занесений до Додатку ІІ Бернської конвенції (охоронна категорія: вид підлягає особливій охороні), а також до Директиви Європейського Союзу 92/43/ЄС «Про збереження природних оселищ та видів природної фауни і флори» (Додаток ІІ. Види рослин і тварин, що становлять особливий інтерес для Європейського Союзу, збереження яких потребує створення територій особливої охорони. Додаток IV. Види рослин і тварин, що становлять особливий інтерес для Європейського Союзу, які потребують суворих заходів охорони).